# Radhakund
Radhakund é uma cidade e uma nagar panchayat no distrito de Mathura, no estado indiano de Uttar Pradesh.

## Demografia
Segundo o censo de 2001, Radhakund tinha uma população de 5889 habitantes. Os indivíduos do sexo masculino constituem 54% da população e os do sexo feminino 46%. Radhakund tem uma taxa de literacia de 65%, superior à média nacional de 59.5%: a literacia no sexo masculino é de 76% e no sexo feminino é de 53%. Em Radhakund, 16% da população está abaixo dos 6 anos de idade.